# 桑氏赤鮨
桑氏赤鮨為輻鰭魚綱鱸形目鱸亞目鮨科的其中一種，分布於西太平洋菲律賓海域，深度可達146公尺，本魚體色粉紅色，腹部銀白色，魚鰭白色具有黃色斑點，背鰭硬棘10枚;背鰭軟條10枚;臀鰭硬棘3枚;臀鰭軟條6枚，體長可達8.4公分，為底棲性魚類，屬肉食性，生活習性不明。